# Matthew Tkachuk
Matthew Tkachuk (* 11. prosince 1997, Scottsdale, Arizona) je americký hokejový útočník hrající za tým Florida Panthers v NHL. Ve vstupním draftu 2016 si jej jako 6. celkově v 1. kole vybral tým Calgary Flames.

## Osobní život
Tkachuk se narodil ve Scottsdale v Arizoně, protože jeho otec Keith byl v době jeho narození členem týmu Phoenix Coyotes. Po otcově výměně do týmu St. Louis Blues v roce 2001 vyrůstal na předměstí Chesterfieldu ve státě Missouri.
Matthew je starším bratrem útočníka Ottawy Senators Bradyho Tkachuka. Je také bratrancem bývalého hráče NHL a současného manažera New Jersey Devils Toma Fitzgeralda.

## Prvenství
- Debut v NHL – 12. října 2016 (Edmonton Oilers proti Calgary Flames)
- První gól v NHL – 18. října 2016 (Calgary Flames proti Buffalo Sabres, švédskému brankáři Robin Lehner)
- První asistence v NHL – 25. října 2016 (St. Louis Blues proti Calgary Flames)
- První hattrick v NHL – 10. března 2019 (Calgary Flames proti Vegas Golden Knights)

## Klubové statistiky
| Sezóna      | Klub                           | Soutěž      |     | Základní část | Základní část | Základní část | Základní část | Základní část |    | Play off | Play off | Play off | Play off | Play off |
| Sezóna      | Klub                           | Soutěž      | Z   | G             | A             | B             | TM            | Z             | G  | A        | B        | TM       |          |          |
| 2013/14     | U.S. National Development Team | USHL        | 33  | 5             | 17            | 17            | 38            | —             | —  | —        | —        | —        |          |          |
| 2014/15     | U.S. National Development Team | USHL        | 24  | 13            | 20            | 33            | 75            | —             | —  | —        | —        | —        |          |          |
| 2015/16     | London Knights                 | OHL         | 57  | 30            | 77            | 101           | 80            | 18            | 20 | 20       | 40       | 42       |          |          |
| 2016/17     | Calgary Flames                 | NHL         | 76  | 13            | 35            | 48            | 105           | 4             | 0  | 0        | 0        | 4        |          |          |
| 2017/18     | Calgary Flames                 | NHL         | 68  | 24            | 25            | 49            | 61            | —             | —  | —        | —        | —        |          |          |
| 2018/19     | Calgary Flames                 | NHL         | 80  | 34            | 43            | 77            | 62            | 5             | 2  | 1        | 3        | 18       |          |          |
| 2019/20     | Calgary Flames                 | NHL         | 69  | 23            | 38            | 61            | 74            | 6             | 1  | 1        | 2        | 10       |          |          |
| 2020/21     | Calgary Flames                 | NHL         | 56  | 16            | 27            | 43            | 55            | —             | —  | —        | —        | —        |          |          |
| 2021/22     | Calgary Flames                 | NHL         | 82  | 42            | 62            | 104           | 68            | 12            | 4  | 6        | 10       | 20       |          |          |
| 2022/23     | Florida Panthers               | NHL         | 79  | 40            | 69            | 109           | 123           | 20            | 11 | 13       | 24       | 12       |          |          |
| 2023/24     | Florida Panthers               | NHL         | 80  | 26            | 62            | 88            | 88            | 24            | 6  | 16       | 22       | 31       |          |          |
| NHL celkově | NHL celkově                    | NHL celkově | 590 | 218           | 361           | 579           | 636           | 71            | 24 | 37       | 61       | 157      |          |          |

## Reprezentace
| Rok                       | Tým                       | Soutěž                    | Z  | G  | A  | B  | TM |
| ------------------------- | ------------------------- | ------------------------- | -- | -- | -- | -- | -- |
| 2014                      | USA 17                    | WHC-17                    | 6  | 4  | 3  | 7  | 2  |
| 2015                      | USA 18                    | MS-18                     | 7  | 2  | 10 | 12 | 4  |
| 2016                      | USA 20                    | MS-20                     | 7  | 4  | 7  | 11 | 6  |
| Juniorská kariéra celkově | Juniorská kariéra celkově | Juniorská kariéra celkově | 20 | 10 | 20 | 30 | 12 |